# Arcadia (Oklahoma)
Arcadia és un poble dels Estats Units a l'estat d'Oklahoma. Segons el cens del 2000 tenia 279 habitants.

## Demografia
Segons el cens del 2000, Arcadia tenia 279 habitants, 108 habitatges, i 69 famílies. La densitat de població era de 69,9 habitants per km².
Dels 108 habitatges en un 23,1% hi vivien nens de menys de 18 anys, en un 44,4% hi vivien parelles casades, en un 18,5% dones solteres, i en un 35,2% no eren unitats familiars. En el 30,6% dels habitatges hi vivien persones soles el 13% de les quals corresponia a persones de 65 anys o més que vivien soles. El nombre mitjà de persones vivint en cada habitatge era de 2,31 i el nombre mitjà de persones que vivien en cada família era de 2,9.
Per edats la població es repartia de la següent manera: un 28,3% tenia menys de 18 anys, un 6,5% entre 18 i 24, un 20,4% entre 25 i 44, un 28,3% de 45 a 60 i un 16,5% 65 anys o més.
L'edat mediana era de 42 anys. Per cada 100 dones de 18 o més anys hi havia 98 homes.
La renda mediana per habitatge era de 24.844 $ i la renda mediana per família de 27.083 $. Els homes tenien una renda mediana de 22.500 $ mentre que les dones 25.625 $. La renda per capita de la població era de 15.722 $. Entorn del 10,9% de les famílies i el 29,8% de la població estaven per davall del llindar de pobresa.

## Poblacions més properes
El següent diagrama mostra les poblacions més properes.